# Orthoporus bisulcatus
Orthoporus bisulcatus är en mångfotingart som beskrevs av Chamberlin 1952. Orthoporus bisulcatus ingår i släktet Orthoporus och familjen Spirostreptidae. Inga underarter finns listade i Catalogue of Life.